# 김진명
김진명(金辰明, 1957년 8월 31일 ~ )은 대한민국의 소설가이자 교수이다. 부산에서 태어났고 1982년 한국외대 법학부를 나왔다. 그의 현재 주요 거주지는 대한민국 서울 송파구이다.

## 주요 이력
미국에서 활동한 물리학자 이휘소를 소재로 삼아, 이휘소가 박정희 정권 말기 핵무기 개발에 관련했다는 가설을 주 내용으로 하는 소설 《무궁화 꽃이 피었습니다》를 써서 일약 유명해졌다.
《무궁화 꽃이 피었습니다》에서 김진명은 이휘소가 핵 개발에 관여했다고 서술했던 점에서 이휘소의 유족이 이휘소는 생전에 핵 개발과 무관했다는 점에서 김진명을 명예훼손죄로써 고소했으나 법원은 이것을 기각했다. 그 후에도 김진명이 쓴 많은 소설은 인기 상품이 되었고 조선민주주의인민공화국의 핵 문제를 둘러싼 미국과의 문제, 일본과의 과거사 문제가 대두할 때마다 출판됐으며, 김진명이 쓴 소설을 역사 그 자체라고 높게 평가하는 사람들이 있는데 김진명을 극우 민족주의자라고 비판하거나 상품을 사고 파는 행위로써 이익을 얻고자 민족주의를 이용한다고 비판하는 사람들도 있어서 지금도 논란 중이다.

## 소속
- 前 홍익대학교 겸임교수
- 前 한양대학교 겸임교수

## 학창 시절
김진명은 고등학교 때도 입학시험 공부는 팽개치고 역사책이나 철학책을 읽고 친구들에게 강의하려 들 만큼 책을 좋아했다. 국어와 영어 과목은 62명인 반에서 수석을 할 정도로 우수하였으나 수학 등 나머지 과목은 60등으로 아주 형편 없었다고 한다. 한국외국어대학교에 입학할 때 수학에서 간신히 과락을 면하고 우수한 영어 성적 덕분에 입학할 수 있었다고 한다. 한국외국어대학교 법학부에 다닐 때도 고시 공부는 팽개치고 매일 도시락 두 개를 싸 든 채 남산도서관에 처박혀 철학책, 사회학책, 종교책, 물리학책, 화학책, 천문학책, 수학책을 미친듯이 읽어제꼈을 만큼 책을 좋아했던 태도가 김진명이 보인 유일한 싹수였다고 할 정도로 독서광이었다고 한다.

## 소설가가 되기까지
한국외국어대학교 법학부를 나온 그는 혼인하고서 6년간 일하기 싫어서, 차라리 바둑을 두는 실업자로서 생활했다. 아버지가 경영하는 회사에 전임이사(전무)라는 이름 자체만 올려놓고, 그렇게 놀다가 결국 회사가 망하는 바람에 자신의 사업을 시작했다.
기계 제조와 환경오염 방지 기술 개발에 힘을 쏟은 김진명의 회사는 이런저런 난관에 봉착해 3년 만에 망한다. 두 번 실패한 탓에 집 두 채, 아버지 집, 땅을 날렸으나,  사업 실패는 김진명에게 새로운 기회를 주었다. 사업을 재기코자 국외 출장을 다니다 보니, 대한민국 꼴이 너무 한심해서 김포공항을 이용해 귀국할 때면 늘 가슴이 답답하고 고통스러웠다. 결국 그때 했던 고민이 김진명의 민족주의로써 토대한 소설을 구성하는 특정 밑천이 되었다.
김진명이 소설을 쓴 계기에는 불행한 가족사도 한몫했다. 지난 1980년 서울대학교 대학원 석사 과정을 마치고서 입대한 형이 광주민주항쟁 때 영내에서 데모한 결과 숨만 붙은 채 가족에게 인계되고서 결국 7년간을 멍하니 있다가 병으로 죽었다. 김진명은 죽은 형을 보면서 그냥 먹으려고면 살아서는 안 된다는 강박관념에 사로잡혔다. 이런 강박관념이 합해져 원고지에 처음 쓴 소설을 출판계 친구에게 보여줬더니 "출판하면 좋겠는데, 글솜씨가 서투르니 많이 고쳐야겠다"고 했다. 그렇게 《무궁화 꽃이 피었습니다》의 전신인 《플루토늄의 행방》이 출판됐으나 이 소설은 주목받지 못했다. 출판사 편집자의 손을 거쳤지만 곧 편집자가 교정교열을 하였지만, 김진명이 볼 때도 불만족스러웠다. 결국 사업을 접고 난 김진명이 《플루토늄의 행방》을 직접 개작해서 《무궁화 꽃이 피었습니다》로 출판했다.

## 주요 작품
- 《무궁화 꽃이 피었습니다》 ISBN 9788993964097
- 《황태자비 납치 사건》 ISBN 9788993964134
- 《몽유도원(가즈오의 나라 개정판)》
- 《1026(한반도 개정판)》
- 《최후의 경전(코리아닷컴 개정판)》 ISBN 9788993964189
- 《삼성 컨스퍼러시(바이 코리아 개정판)》
- 《제3의 시나리오》 ISBN 9788957574577
- 《카지노(도박사 개정판)》
- 《신 황태자비 납치 사건(황태자비 납치 사건 개정판)》
- 《하늘이여 땅이여》 ISBN 9788993964165
- 《살수》 ISBN 9788925548869
- 《신의 죽음》 ISBN 9788993964356
- 《나비야 청산가자》
- 《킹 메이커》 (2007년)
- 《천년의 금서》(2009년)
- 《하늘이여 땅이여》(2010년)
- 《최후의 경전》 ISBN 9788957591840
- 《카지노》 ISBN 9788993964219
- 《플루토늄의 행방》
- 《가즈오의 나라》
- 《도박사》
- 《한반도》
- 《코리아닷컴》
- 《바이 코리아》
- 《25% 대한민국》
- 《고구려》
- 《싸드 THAAD》
- 《글자전쟁》
- 《김진명의 한국사 X파일》
- 《미중전쟁》
- 《예언》
- 《직지:아모르 마네트》

## 역대 선거 결과
| 실시년도 | 선거   | 대수 | 직책     | 선거구         | 정당           | 득표수   | 득표율          | 순위 | 당락 | 비고 |
| -------- | ------ | ---- | -------- | -------------- | -------------- | -------- | --------------- | ---- | ---- | ---- |
| 1996년   | 총선   | 15대 | 국회의원 | 서울 송파구 을 | 새정치국민회의 | 29,880표 | \| \| 34.17% \| | 2위  | 낙선 |      |
|          | 34.17% |      |          |                |                |          |                 |      |      |      |

## 참조
1. ↑  “네이버 인물정보 김진명”. 2014년 5월 12일에 원본 문서에서 보존된 문서. 2014년 5월 12일에 확인함.
2. ↑  “<시론>무궁화꽃이 피었습니다”. 문화일보. 2002년 11월 15일. 2014년 5월 12일에 확인함.